# Chapelle Saint-Daniel d’Asnières-sur-Seine
La chapelle Saint-Daniel est une chapelle de la commune d'Asnières-sur-Seine. 

## Description
C'est un bâtiment de style contemporain construit en 1961. La surface bâtie au sol est de 600 m2. Les vitraux sont du peintre Philippe Lejeune.

## Paroisse
La messe dominicale est célébrée à 11 heures.